# Sif (Marvel)
Sif, tevens ook bekend als Lady Sif, is een fictieve superheld uit de strips van Marvel Comics. Ze verscheen voor het eerst in Journey into Mystery #102 (maart 1964) en werd bedacht en gecreëerd door Stan Lee en Jack Kirby. Het personage toont gelijkenissen met Sif uit de Noordse Mythologie.
De Nederlandse stem van Sif werd ingesproken door Melise de Winter. 

## Fictieve biografie
Sif is een god van Asgard en bezit bovenmenselijke krachten net als alle bewoners van Asgard. Ze is de zus van Heimdall en de beste vriendin van superheld Thor. Sif vecht vaak aan de zijden van Thor mee. In een van de strips hielp ze mee in de strijd tegen Surtur waarbij ze om het leven kwam. Hierna wordt ze door Thor weer tot leven gewekt.

## In andere media

### Marvel Cinematic Universe
Sinds 2011 verscheen dit personage in het Marvel Cinematic Universe en wordt vertolkt door Jaimie Alexander. De filmvariant van Sif is bijna gelijk als het personage in de comics. Sif is de beste vriendin van Thor. Wanneer Thor naar de aarde wordt verbannen en van zijn krachten ontdaan wordt vraagt Sif zijn broer Loki om vergiffenis hiervoor. Loki gaat hier niet op in en wordt de nieuwe heerser van Asgard. Sif komt erachter dat het altijd Loki zijn plas was om Thor te laten verbannen en zelf de macht te nemen. Samen met de Warriors Three vertrekt Sif naar de aarde om Thor te zoeken en hem helpen terug te keren, mede dankzij hun hulp lukt dit. Later helpt Sif Thor ook in zijn gevecht tegen Malekith op Asgard. Een paar jaar later vertrekt Sif alleen naar de aarde om Phil Coulson en zijn team te helpen. Na haar verbanning van Asgard door Loki vermomd als Odin, komt ze Thor tegen na een gevecht tegen Gorr waar ze gewond raakte en een arm verloor. Sif is onder andere te zien in de volgende films en series:
- Thor (2011)
- Thor: The Dark World (2013)
- Agents of S.H.I.E.L.D. (2014-2015)
- Loki (2021) (Disney+)[1]
- What If...? (2021) (stem) (Disney+)
- Thor: Love and Thunder (2022)

### Televisieseries en animatiefilms
Sif verscheen ook in diverse televisie animatieseries waaronder The Super Hero Squad Show (met de stem van Tricia Helfer) en in The Avengers: Earth's Mightiest Heroes (met de stem van Nika Futterman). Tevens was Sif ook te zien in de animatiefilms Hulk vs. Thor (met de stem van Grey DeLisle) en in de film Thor: Tales of Asgard (met de stem van Tara Strong).

### Computerspelen
Daarnaast verscheen Sif door de jaren heen ook in diverse computerspelen waaronder: Marvel: Ultimate Alliance, Thor: God of Thunder, Marvel Heroes, LEGO Marvel Super Heroes, Disney Infinity, Marvel: Future Fight en LEGO Marvel's Avengers.